# Jan Wojciech Rakowski
Jan Wojciech Rakowski herbu Trzywdar (zm. 28 czerwca 1639 roku) – wojewoda witebski w 1638 roku, wojewoda brzeskolitewski w 1635 roku, podskarbi nadworny litewski w 1631 roku, kasztelan witebski, dworzanin Jego Królewskiej Mości, przedstawiciel dyplomatyczny Rzeczypospolitej w Królestwie Anglii w 1631 roku.